# Księstwo Zety
Zeta (łac. Dioclea) – średniowieczne księstwo słowiańskie na obszarze dzisiejszej Czarnogóry.

## Władcy Zety
Dynastia Balšiciów
- 1356–1362: Balša I
- 1362–1378: Durad I
- 1378–1385: Balša II
- 1385–1403: Durad II
- 1403–1421: Balša III

 Despoci Serbscy 
- 1421–1427: Stefan Lazarević
- 1427–1435: Đurađ III Branković

Dynastia Crnojewiciów
- 1435–1465: Stefan I Crnojević
- 1465–1490: Ivan I Crnojević
- 1490–1496: Đurađ IV Crnojević
- 1496–1498: Stefan II
- 1498–1515: Iwan II
- 1515–1516: Đurađ V Crnojević